# Dolgozó Nő (Pozsony)
A Dolgozó Nő (Pozsony, 1952–1992) a Csehszlovák, illetve Szlovák Nőszövetség képes folyóirata. Eredeti címén kéthetente jelent meg, majd 1966-tól átvette a helyét a NŐ címre rövidített, hetente megjelenő képeslap.
A lap a kezdettől fogva nagy figyelmet fordított az irodalomra, nemcsak a csehszlovákiai magyar irodalom fejlődését tudta bemutatni, de fordításokat is megjelentetett. Rendszeresen közöltek verseket, és a gyermekrovatban a legkisebbeknek is próbáltak olvasnivalót kínálni. Figyelemre méltó, hogy a hetilap illusztrációit rendre a politikai hatalom által nem preferált (ideológiai alapon félreállított) grafikusművészek készítették. Az akkori újságírás ezzel próbálta segíteni a művészeket. Korrajzként lehet értékelni a Csehszlovák, illetve Szlovák Nőszövetség aktuális politikájáról szóló külpolitikai cikkeket és a nemzetközi nőmozgalmak, a női egyenjogúság propagálását. Természetesen a lapban, főleg az 50-es és 60-as években jelen voltak a szlovák sajtóból átvett kötelező témák is.
A lap a rendszerváltás után megszűnt, csak 1991-ben jelent meg újra kéthetente a Diákhálózat kiadásában.

## Főszerkesztői
- Hanka Nová (1952)
- Turi Mária (1953)
- Szarkáné Lévay Erzsébet (1962)
- Haraszti Mészáros Erzsébet (1972)
- Pákozdi Gertrúd (1985)
- Zácsek Erzsébet (1989)
- Grendel Ágota (1990)
- Kocsis Aranka (1991)